# فتحي سلامة
فتحي سلامة هو موسيقار مصري حاصل على جائزة الغرامي العالمية للموسيقى سنة 2005 عن ألبوم حمل اسم «مصر» والذي كان بالتعاون مع الموسيقار السنغالي يوسو ندور من خلال دمج التأثيرات العربية والتركيز على الموضوعات الدينية الإسلامية. وهو لاعب بيانو ومؤسس فرقة شرقيات المصرية، ولد في مصر وعندما كان طفلا يلعب مع أصدقائه أحب الاستماع إلي الراديو وهو يذيع أم كلثوم، عبد الوهاب وفريد الأطرش. فيما بعد تمكن من أن يصل أكبر بكثير من منابع النيل إلى الجاز وأشكال كثيرة من الموسيقي الكلاسيكية العالمية.
تعلم البيانو وعمره ست سنوات مما جعله ينضم للكثير من الفرق الموسيقية وعمره ثلاثة عشر عاما. حلم طفل شبرا القاهرية جعله يسافر إلي أوروبا والي نيويورك لتعلم الجاز مع فنانين عظام مثل باري هاريس وعثمان كريم
لحن العديد من الأعمال في القاهرة أثناء الثمانينات وتجول لأداء العديد من الحفلات في العالم.

## إنجازاته في الموسيقى
الجاز بلون عربي: الموسيقى أبدعها فتحي سلامة، عازف البيانو والملحن المصري، ومجموعته شرقيات.
يثير انتباه المشاهدين الأوروبيين واليابانيين ولكن أيضا الجمهور المصري الشعبي، الذي الأكثر صعوبة للإرضاء.
شرقيات لا تأخذ الأمور أبدا بسهولة. ارتجالها، ميزّة شائعة في الموسيقى وهي الجاز العربي المبني على معرفة عميقة للتراث العربي.
يلعب الموسيقيون “المقام " الرتم التقليدي وميزان الموسيقى العربية بتفنينهم وبجعله راقص. يلعبون ألاف الارتام التي حملها النيل منذ قرون، من أعماق أفريقيا إلى ساحل البحر الأبيض المتوسط في مصر.
مشهور في سويسرا وفي ألمانيا، حيث الألبوم «رقص الجمل» صنّف من أحسن الألبومات في توب ورلد، مجموعة شرقيات، التي تماثل بركان، بدا في النشاط منذ 1988.
مبدعه فتحي سلامة، ومما سبق نصل إلى أنه قام بايّصال الإيقاعات الأفريقية والتركية والشرقية. مع شرقيات، حسب صيغة متفجّرة والتي تجعل الجزء الجميل في التهجين بين الفولكلور والجاز، يمزج هذا الخليط في موسيقى راقصة، مميزة بالدقة، وألأسلوب الذي لا ينكر بالرغم من كل ذلك ملامحه الشرقية، في الإحساس الأوسع للتعبير. شرقيات في هذه المرحلة، تستهدف جمهورشابا، وتضع كلّ الإمكانيات الحديثة في خدمتها. صانعة أنغام تستحوذ الانتباه. لا شكّ شرقيات رائعة بالفعل!
إنّ الفرقة مكونة من 8 فنانين أساسين:
- كريمة نايت: الصوت، الرقص
- فتحي سلامة: البيانو، الاورج، بركشن والسمبلات.
- أيمن صدقي: الدف، الدهلة، الجامب والطبلة
- رمضان منصور: الدف والطبلة
- أحمد الجزار: الصاجات، والرقص
- صالح الارتيست: الاكورديون،
- أحمد هاني: جيتار الباس،

غيرهم أيضا كم كبير من الفنانين والضيوف الذين يلعبون تشكيلة غنية جدا في الآلات: القانون الارجون، الكمان، الناى، المزمار الباس.